# 中平树
中平树（学名：Macaranga denticulata）为大戟科血桐属下的一个种。